# Gonzalo Aparicio
Gonzalo Antonio Aparicio Pérez, detto Don Apa (1918 – Guayaquil, 27 novembre 1975), è stato un cestista ecuadoriano.

## Carriera
Con l'Ecuador ha disputato i Campionati del mondo del 1950, segnando 3 punti in 2 partite.